# 覚城院
覚城院（かくじょういん）は、香川県三豊市にある真言宗御室派別格本山の寺院。詳しくは大寧山 不動護国寺 覚城院と号する。本尊は千手観世音菩薩。さぬき三十三観音霊場第十九番札所。

## 歴史
- 弘仁10年（819年）空海（弘法大師）により創建されたと伝えられる。当初、菩提心院と呼ばれていた。
- 応永年間（1394年 - 1427年）には、弘法大師の再来と言われる増吽僧正によって再建されている。
- 天正7年（1579年）長宗我部氏の兵火にかかったが、再建された。
- 宝永年間（1704年 - 1710年）には三等上人が、仁尾城跡の現在地に移転し、覚城院と改めた。

## 文化財
重要文化財（国指定）
- 覚城院鐘楼 - 1573年 - 1614年の間に建造された桃山様式の鐘楼。昭和22年（1947年）2月26日指定。

## 前後の札所
さぬき三十三観音霊場
18 宝積院 -- (10.7km) -- 19 覚城院 -- (3.5km) -- 20 寶林寺